# Punomys
Genre
Punomys est un genre de rongeurs de la famille des Cricétidés.

## Liste des espèces
- Punomys kofordi Pacheco and Patton, 1995
- Punomys lemminus Osgood, 1943